# Triclistus spiracularis
Triclistus spiracularis là một loài tò vò trong họ Ichneumonidae.